# DisneyQuest
DisneyQuest est un concept de salle de jeux vidéo ouvert par la Walt Disney Company afin de développer les loisirs de proximité. Ce sont d'immenses salles de jeux vidéo interactifs à l'image de ceux que Sega avait pu faire au début des années 1990. Le principe est même celui d'un "parc à thèmes interactif d'intérieur".
Disney a utilisé la synergie de ses filiales pour développer ce concept, principalement celle de Walt Disney Imagineering et de Disney Interactive. Cette société est une filiale de Disney Regional Entertainment elle-même dépendant de Walt Disney Parks and Resorts.

## Historique
Disney annonce un second concept de Disney Regional Entertainment le 6 août 1997, celui des DisneyQuest.
- la première DisneyQuest ouvre dans le Downtown Disney West Side de Walt Disney World Resort en juin 1998[2], le 19 juin.
- la seconde dans le centre de Chicago le 16 juin 1999 dans un édifice de 5 étages[2]. Située au 101 East Ohio Street, elle était mitoyenne de l'ESPN Zone 41° 53′ 32″ N, 87° 37′ 33″ O
- la troisième devait ouvrir à l'été 2000[2] puis au printemps 2001 à Philadelphie.

Des projets ont été évoqués pour le Disney Village en France, Downtown Disney à Disneyland Resort parmi 30 DisneyQuest de par le monde.
Les deux DisneyQuest de Chicago et de Walt Disney World étaient sensiblement équivalente mais la taille de celle de Chicago devait être légèrement inférieure avec 9 000 m². Celle de Philadelphie devait être encore plus petite avec 8 000m².
Mais en raison de ses mauvais résultats celle de Chicago dut être fermée le 4 septembre 2001. Les projets ont tous été annulés et seule celle de Walt Disney World est toujours ouverte. Depuis peu de changements ont eu lieu dans cette DisneyQuest.
Le 3 juin 2015, Disney annonce la fermeture du DisneyQuest de Downtown Disney et son remplacement en 2016 par un concept d'attraction/restaurant nommé NBA Experience, alors que NBA City à Universal Orlando Resort vient de fermer,,. Le 30 juin 2015, Disney confirme la fermeture de l'attraction DisneyQuest de Downtown Disney en Floride en 2016 et son remplacement par le concept NBA Experience au sein du Disney Springs,,.
Le 7 novembre 2016, Disney repousse la date de fermeture du DisneyQuest de Disney Springs à 2017. Le 30 janvier 2017, Disney annonce la fermeture de DisneyQuest à Disney Springs pour le 2 juillet 2017,.

## Le concept et l'intérieur
Ce "parc à thèmes interactif d'intérieur" est un bâtiment de 10 000 m² sur cinq étages et découpé en 4 zones (pays/land pour reprendre la terminologie Disney) de loisirs avec une boutique et un restaurant. Il faut payer à l'entrée une somme d'environ 42$.
Après avoir passé l'entrée située au centre de l'énorme parallélépipède turquoise, l'accueil se fait directement au 3e niveau dans le Ventureport. C'est un étage suspendu au-dessus des niveaux inférieurs duquel partent des ponts vers les différentes zones.

### Explore Zone
C'est l'Adventureland virtuel où il est possible de partir à la rencontre de l'exotisme et des peuples reculés ou disparus. Elle occupe essentiellement le premier et le second niveau.
- Virtual Jungle Cruise est une simulation de rafting dans les rapides d'un monde préhistorique.
- Aladdin's Magic Carpet Ride est une simulation de vol dans les rues d'Agrabah pour une chasse afin de libérer le Génie. Elle se situe au second niveau.
- Pirates of the Caribbean: Battle for Buccaneer Gold  est une simulation de bataille navale où l'on dirige un galion dans la quête de l'or des boucaniers (Buccaneer Gold).

#### anciens jeux
- Treasures of the Incas était une simulation d'expédition en voiture radio-commandée et équipée de caméra pour une chasse aux trésors des Incas.

### Score Zone
Cette zone prend la forme d'une ville où les superhéros luttent contre les méchants. Les visiteurs "revêtent les couleurs" des surhommes dans des matchs afin d'élire le meilleur. C'est une victoire au score. Elle occupe la partie gauche des trois derniers niveaux.
- Mighty Ducks Pinball Slam au 3e niveau est un jeu de flipper géant pour jouer en groupe dans l'univers des Mighty Ducks.
- Invasion! An Alien Encounter Vous et votre équipe devez sauver les colons d'une planète lointaine dans un shoot-em à 360° proche de l'univers d'Alien.
- Ride the Comix! propose dans l'univers des comics une bataille volante en 3-D contre les super-méchants.
- Daytona USA est un jeu de course de voitures où jusqu'à 8 joueurs peuvent se mesurer à la fois.
- Underground est une galerie avec de nombreux jeux d'arcades : simulation, jeux de tir, ...

### Create Zone
Create Zone est un espace consacré à l'expression de la créativité de chacun, un studio privé d'Imagineering. Elle occupe la plus grande partie du second niveau.
- Living Easels permet de peindre
- Cyber Space Mountain: permet d'abord de concevoir un circuit de montagnes russes et ensuite de le parcourir dans un simulateur. Certains circuits existent déjà dont une version numérique de Space Mountain. Le logiciel est celui utilisé pour Ultimate Ride de Disney Interactive.
- Sid's Create-A-Toy permet de concevoir un jouet mutant à partir d'une vaste collection de morceaux et ensuite de l'emmener chez soi.
- Animation Academy permet de connaître certains aspects de l'animation Disney.
- Radio Disney SongMaker offre la possibilité de concevoir des chansons à partir d'une base de 1000 enregistrements vocaux dans 20 styles musicaux.

#### anciens jeux
- Magic Mirror permettait d'essayer de nouveaux visages

### Replay Zone
C'est un espace ressemblant à un carnaval lunaire où dans une ambiance retro-futuriste les visiteurs peuvent redécouvrir les jeux classiques. Elle occupe la partie droite des trois derniers niveaux.
- Buzz Lightyear's Astroblasters : permet de "Smash and blast other guests in bumper cars with cannons".
- Jeux vidéo classiques

#### anciens jeux
- Midway on the moon est une salle de jeux vidéo classiques avec des jeux d'adresses et des bornes d'arcade. Il faut payer un supplément pour jouer à ces jeux.

### Autres lieux
- FoodQuest est un restaurant situé au 5e niveau et qui offre des repas légers, des sandwiches, des salades, des pizzas et des desserts. Il est tenu par la Cheesecake Factory.
- The Wonderland Cafe est un café proposant des desserts et des boissons. 
  - Le Wonderland Web Adventures est un espace de type internet-café au sein du Wonderland Cafe. La connexion internet rend possible l'envoi de mails ou cartes-postales, de remplir le livre d'or (baptisé "Eternal Journal") ou simplement le "surf du web".
- DisneyQuest Emporium est une boutique de plus de 400 m² située au rez-de-chaussée et servant de sortie pour le complexe.